# NGC 6123
NGC 6123 é uma galáxia espiral (S0-a) localizada na direcção da constelação de Draco. Possui uma declinação de +61° 56' 21" e uma ascensão recta de 16 horas, 17 minutos e 19,6 segundos.
A galáxia NGC 6123 foi descoberta em 1885 por Lewis A. Swift.